# Уолдоборо
Уолдоборо (англ. Waldoboro) — небольшой город (таун) в округе Линкольн, штат Мэн, США. Является крупнейшим по численности населения городом округа. Согласно данным переписи населения США 2010 года, население города составляет 5075 человек.

## Этимология
Современное название связано с именем уроженца Бостона бригадного генерала Сэмюэля Уолдо (Samuel Waldo) (1696—1759), владевшего землями между реками Пенобскот и Медомак (Масконгус), на которых позднее было основано первое поселение, положившее начало городу.

## История
Возникшее между 1733 и 1740 годами поселение первоначально называлось Брод-Бей (Broad Bay). В 1746 году, во время Войны короля Георга, Брод-Бей сильно пострадал во время набега воинов Вабанакской конфедерации, которая являлась союзницей Франции в этом конфликте. В конце 40-х — начале 50-х годов XVIII века в Брод-Бей прибыло 1500 мигрантов из Рейнской области Германии. Поселение получило самоуправление и своё современное название 29 июня 1773 года.

В XIX веке в городе имелся ряд промышленных предприятий, как то: чугунолитейный завод, сталеплавильный завод, ткацкая фабрика, мукомольный завод и др. Уолдоборо был крупным центром добычи и обработки гранита, а также значимым центром кораблестроения.

## География
Город находится в юго-западной части штата, на берегах реки Медомак, на расстоянии приблизительно 32 километров к юго-востоку от Огасты, административного центра штата. Абсолютная высота — 60 метров над уровнем моря.

Согласно данным бюро переписи населения США, площадь территории города составляет 204,25 км², из которых, 185,18 км² приходится на сушу и 19,07 км² (то есть 9,34 %) на водную поверхность.

Климат Уолдоборо влажный континентальный (Dfb в классификации климатов Кёппена), с морозной, снежной зимой и теплым летом.

## Демография
По данным переписи населения 2010 года в Уолдоборо проживало 5075 человек (2502 мужчины и 2573 женщины), 1364 семьи, насчитывалось 2171 домашнее хозяйство и 2651 единица жилого фонда. Средняя плотность населения составляла около 27,4 человека на один квадратный километр.

Расовый состав города по данным переписи распределился следующим образом: 97,4 % — белые, 0,37 % — афроамериканцы, 0,45 % — коренные жители США, 0,41 % — азиаты, 0,22 % — представители других рас, 1,14 % — две и более расы. Число испаноязычных жителей любых рас составило 1,02 %.

Из 2171 домашнего хозяйства в 28,5 % — воспитывали детей в возрасте до 18 лет, 46,9 % представляли собой совместно проживающие супружеские пары, в 11,6 % семей женщины проживали без мужей, в 4,3 % семей мужчины проживали без жён, 37,2 % не имели семьи. 29,7 % от общего числа семей на момент переписи жили самостоятельно, при этом 12,9 % составили одинокие пожилые люди в возрасте 65 лет и старше. Средний размер домашнего хозяйства составил 2,34 человека, а средний размер семьи — 2,85 человека.

Население города по возрастному диапазону по данным переписи 2010 года распределилось следующим образом: 21,8 % — жители младше 18 лет, 7 % — между 18 и 24 годами, 23,2 % — от 25 до 44 лет, 30,5 % — от 45 до 64 лет и 17,5 % — в возрасте 65 лет и старше. Средний возраст жителей составил 43,5 года.